# Šarūnas
Šarūnas ist ein litauischer männlicher Vorname.

## Personen
- Šarūnas Adomavičius (* 1951), Diplomat, Verwaltungsjurist, Vizeaußenminister Litauens
- Šarūnas Bartas (* 1964), Filmregisseur
- Šarūnas Birutis (* 1961), Politiker, Mitglied des Europäischen Parlaments
- Šarūnas Čėsna (* 1982), Politiker, Bürgermeister von Kaišiadorys
- Šarūnas Gustainis (* 1975), liberaler Politiker, Mitglied im Seimas
- Šarūnas Jasikevičius (* 1976), Basketballspieler
- Šarūnas Laužikas (* 1953), Politiker von Šilutė
- Šarūnas Marčiulionis (* 1964), Basketballspieler und -funktionär
- Šarūnas Šulskis (* 1972), Schachspieler, Internationaler Schachgroßmeister
- Šarūnas Vasiliauskas (1960–2011), Manager und Politiker, Vizeminister